# Burkina Faso en los Juegos Olímpicos de Barcelona 1992
Burkina Faso estuvo representada en los Juegos Olímpicos de Barcelona 1992 por cuatro deportistas masculinos que compitieron en dos deportes.
El equipo olímpico burkinés no obtuvo ninguna medalla en estos Juegos.